# 1-Octadecen
1-Octadecen ist eine chemische Verbindung aus der Gruppe der Alkene.

## Vorkommen
1-Octadecen wurde in Zigarettenrauch nachgewiesen.

## Gewinnung und Darstellung
1-Octadecen kann durch Zersetzung von Octadecylstearat gewonnen werden.

## Eigenschaften
1-Octadecen ist eine farblose Flüssigkeit, die praktisch unlöslich in Wasser ist.

## Verwendung
1-Octadecen kann zur Herstellung von monodispersen Nanopartikeln (NPs) aus CuPd-Legierungen und von Magnetit-Nanokristallen verwendet werden. Die Verbindung wird auch als kostengünstiges Lösungsmittel mit hohem Siedepunkt eingesetzt (zum Beispiel bei der Herstellung von CdSe-Quantenpunkten).